# Edmund W. Hubard
Edmund Wilcox Hubard, född 20 februari 1806 i Buckingham County i Virginia, död 9 december 1878 i Buckingham County i Virginia, var en amerikansk politiker (demokrat). Han var ledamot av USA:s representanthus 1841–1847. Hubard studerade vid University of Virginia.
Hubard gravsattes på en familjekyrkogård.